# Osvračín
Osvračín (německy Wostratschin) je obec v okrese Domažlice v Plzeňském kraji. Leží dvanáct kilometrů severovýchodně od Domažlic a sedm kilometrů východně od Horšovského Týna. Žije v ní 685 obyvatel.

## Historie
První písemná zmínka o obci pochází z roku 1289.

## Obyvatelstvo
| Rok            | 1869 | 1880 | 1890 | 1900 | 1910 | 1921 | 1930 | 1950 | 1961 | 1970 | 1980 | 1991 | 2001 | 2011 | 2021 |
| -------------- | ---- | ---- | ---- | ---- | ---- | ---- | ---- | ---- | ---- | ---- | ---- | ---- | ---- | ---- | ---- |
| Počet obyvatel | 741  | 774  | 804  | 827  | 938  | 962  | 889  | 637  | 662  | 651  | 561  | 501  | 530  | 562  | 636  |
| Počet domů     | 145  | 152  | 153  | 167  | 165  | 164  | 187  | 216  | 186  | 188  | 181  | 205  | 215  | 226  | 239  |

## Obecní správa

### Části obce
- Osvračín
- Dohalice
- Mimov

Od 1. července 1974 do 23. listopadu 1990 k obci patřily i Močerady a Nové Dvory.

### Obecní symboly
Znak a vlajka byly obci uděleny rozhodnutím předsedy Poslanecké sněmovny Parlamentu České republiky dne 12. května 2016.

## Pamětihodnosti
- Kostel Narození Panny Marie
- Zámek Osvračín
- Zřícenina hradu Osvračín na Zámeckém vrchu na východním okraji vesnice
- Pomník padlých

## Další fotografie

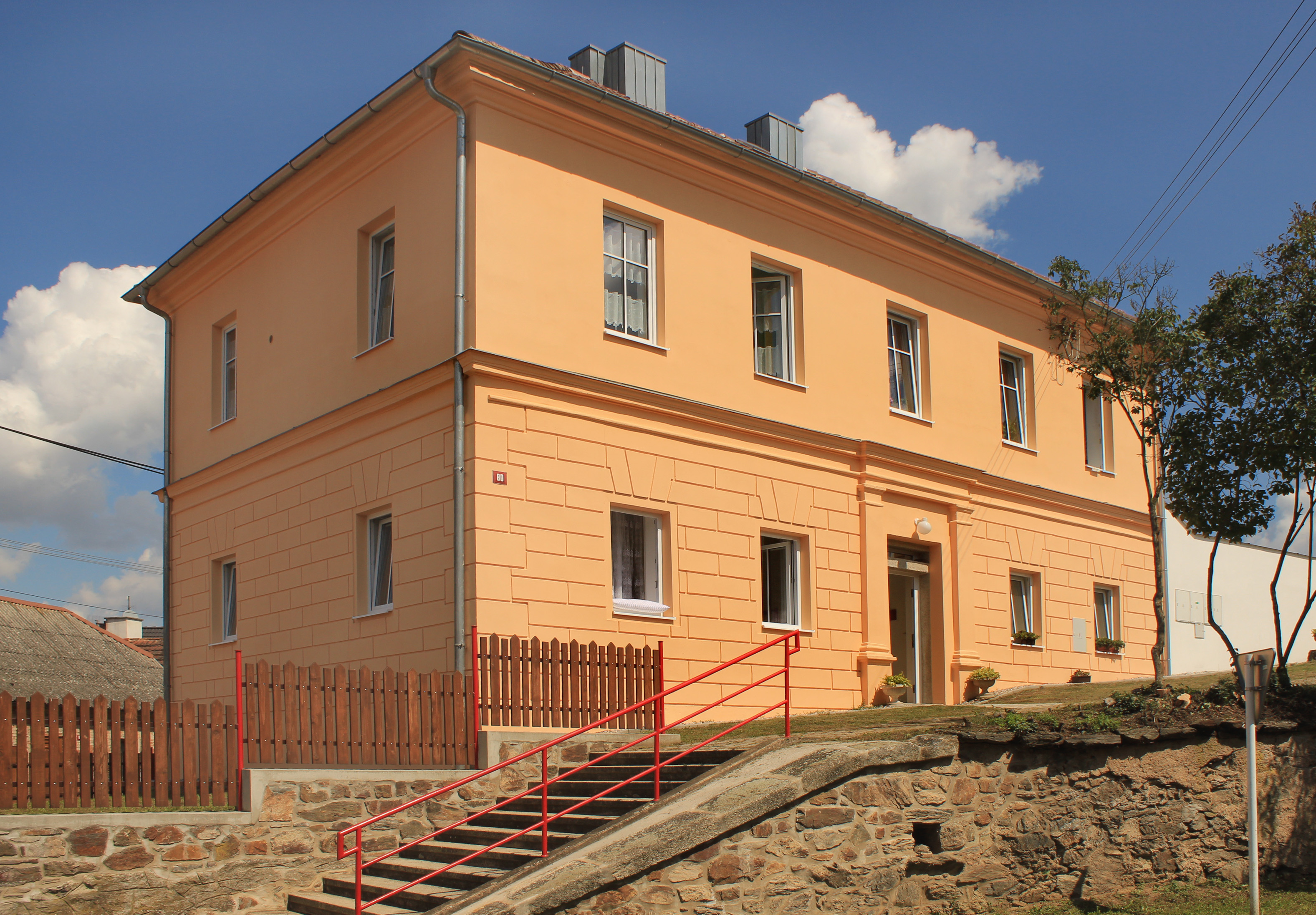
Bývalá fara
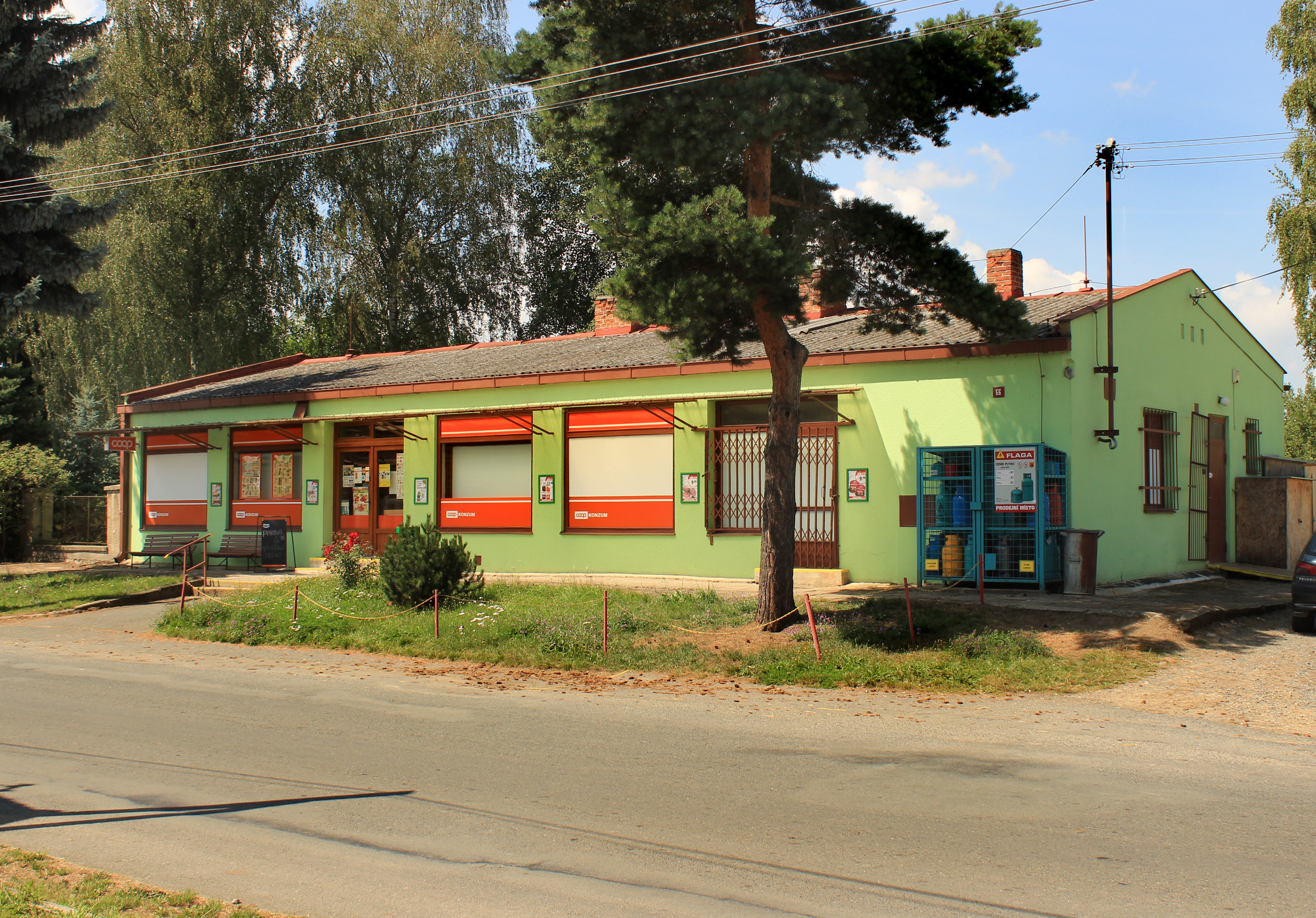
Prodejna
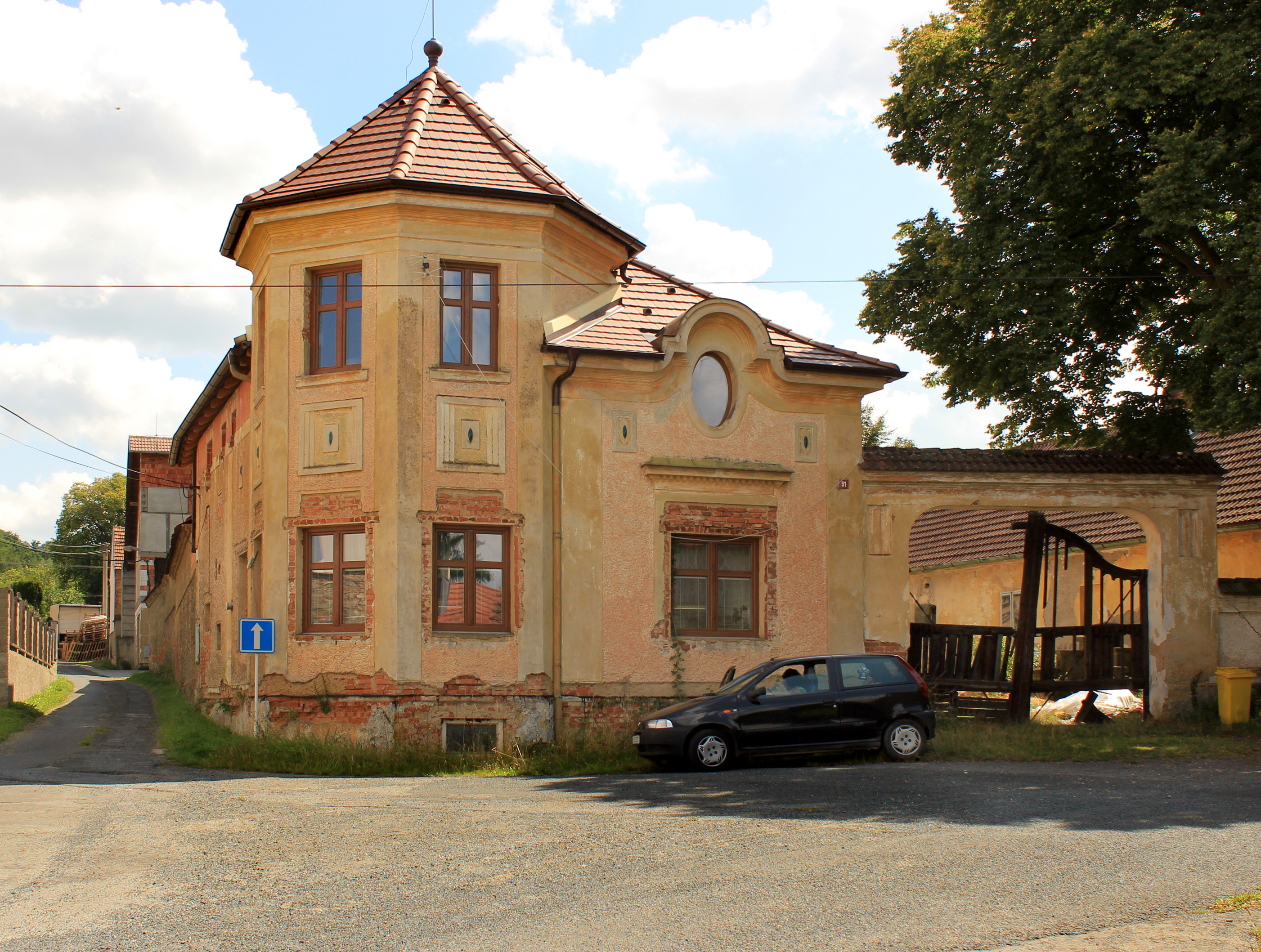
Dům čp. 91